# Adetus marmoratus
Adetus marmoratus là một loài bọ cánh cứng trong họ Cerambycidae.